# Forest Lawn (Calgary)
Pour les articles homonymes, voir Forest Lawn et Forest Lawn Memorial Park.
Forest Lawn est un quartier situé dans le quadrant sud-est de la ville de Calgary, Alberta, Canada. Le quartier est délimité par 26 Avenue SE au sud, 36 Street SE à l'ouest, 8 Avenue SE au nord et des portions de 52 Street SE et 48 Street SE à l'est. Forest Lawn est voisin de Southview et d'Albert Park/Radisson Heights à l'ouest, et de certaines parties de Penbrooke Meadows et de Forest Lawn Industrial à l'est. Le quartier est traversé par l'avenue multiculturelle 17 Avenue SE. Forest Lawn a mis en place un plan de réaménagement de la zone et fait partie de la zone de revitalisation commerciale de l'avenue internationale.
La communauté est représentée au conseil municipal de Calgary par le conseiller du Ward 9. Au niveau fédéral, Forest Lawn est situe au la circonscription électorale de Calgary Forest Lawn et représentée à la Chambre des communes par Jasraj Hallan.

## Histoire
Forest Lawn était autrefois une ville distincte du Alberta. La région a été colonisée pour la première fois au début des années 1900. Faisant à l'origine partie du district municipal de Shepard no 220, Forest Lawn et Albert Park, situé à proximité, se sont constitués en villages au 4 juillet 1934. Forest Lawn et Albert Park ont fusionné un peu plus d'un an plus tard, le 1er août 1935, sous le nom de Village de Forest Lawn. En 1952, Forest Lawn a été constituée en tant qu'une petit ville[réf. nécessaire] et a ensuite cherché à obtenir le statut de ville en 1958, bien que cette demande n'ait jamais abouti. La ville a ensuite été annexée par la ville de Calgary le 30 décembre 1961 et est ainsi devenue un quartier de ladite ville, ainsi que des parties des districts municipaux de Rocky View No. 44 et Foothills No. 31.

## Démographie
Selon le recensement municipal de 2012 de Calgary, Forest Lawn comptait une population de 7 487 personnes vivant dans 3 352 logements. Il s'agit d'une augmentation de 2,4 % par rapport à la population de 2011, qui était de 7 313 habitants. Avec une superficie de 2,3 km2 (0,89 sq mi), elle avait une densité de population de 3 260 /km2 (8 430 /sq mi) en 2012,. Il a également été noté que lors du recensement municipal de 2012, Forest Heights comptait une population de 6 212 personnes vivant dans 2 221 logements, soit une augmentation de 0,4 % par rapport à la population de 2011, qui était de 6 185 personnes. Avec une superficie de 1,5 km2 (0,58 sq mi), elle avait une densité de population de 4 140 /km2 (10 700 /sq mi) en 2012,.
Le revenu médian des habitants de Forest Lawn était de 40 396 $ en 2000, et 27,5 % des habitants du quartier avaient un faible revenu. En 2000, 18,6 % des résidents étaient des immigrants. Une proportion de 29,4 % des bâtiments étaient des copropriétés ou des appartements, et 57,7 % des logements étaient destinés à la location.

## Éducation
La communauté est desservie par les écoles publiques de: Forest Lawn Senior High, Jack James Senior High, Ian Bazalgette Junior High, Ernest Morrow Junior High, Patrick Airlie Elementary et Valley View Elementary, ainsi que par les écoles Holy Trinity Elementary, Father Lacombe Senior High et Holy Cross Elementary/Junior High (catholiques).

## Forest Lawn Industrial
Le quartier de Forest Lawn Industrial est établi a la sud de l'International Avenue et à l'est de la 48 St SE, entre Elliston Park et la 48 St SE. Lors du recensement municipal de 2012 de la ville de Calgary, il a été indiqué que Forest Lawn Industrial comptait une population de 130 personnes vivant dans 63 logements, soit une augmentation de 8,3 % par rapport à sa population de 120 personnes en 2011. Avec une superficie de 1,5 km2 (0,58 sq mi), elle avait une densité de population de 87 /km2 (224 /sq mi) en 2012,.
En 2006, il a été rapporté que Forest Lawn Industrial avait un revenu médian par ménage de 27 945 $ en 2000.

## Loisirs
Cette zone est desservie par deux piscines municipales. Le Bob Bahan Aquatic and Fitness Centre, ouvert en octobre 1974 et nommé en l'honneur d'un membre de la communauté au parcours exceptionnel, propose un certain nombre de cours, de programmes et de leçons de fitness, avec ou sans inscription, en piscine ou sur la terre ferme. Et la piscine extérieure de Forest Lawn, gérée par l'association communautaire[réf. nécessaire].